# Albert Lortzing

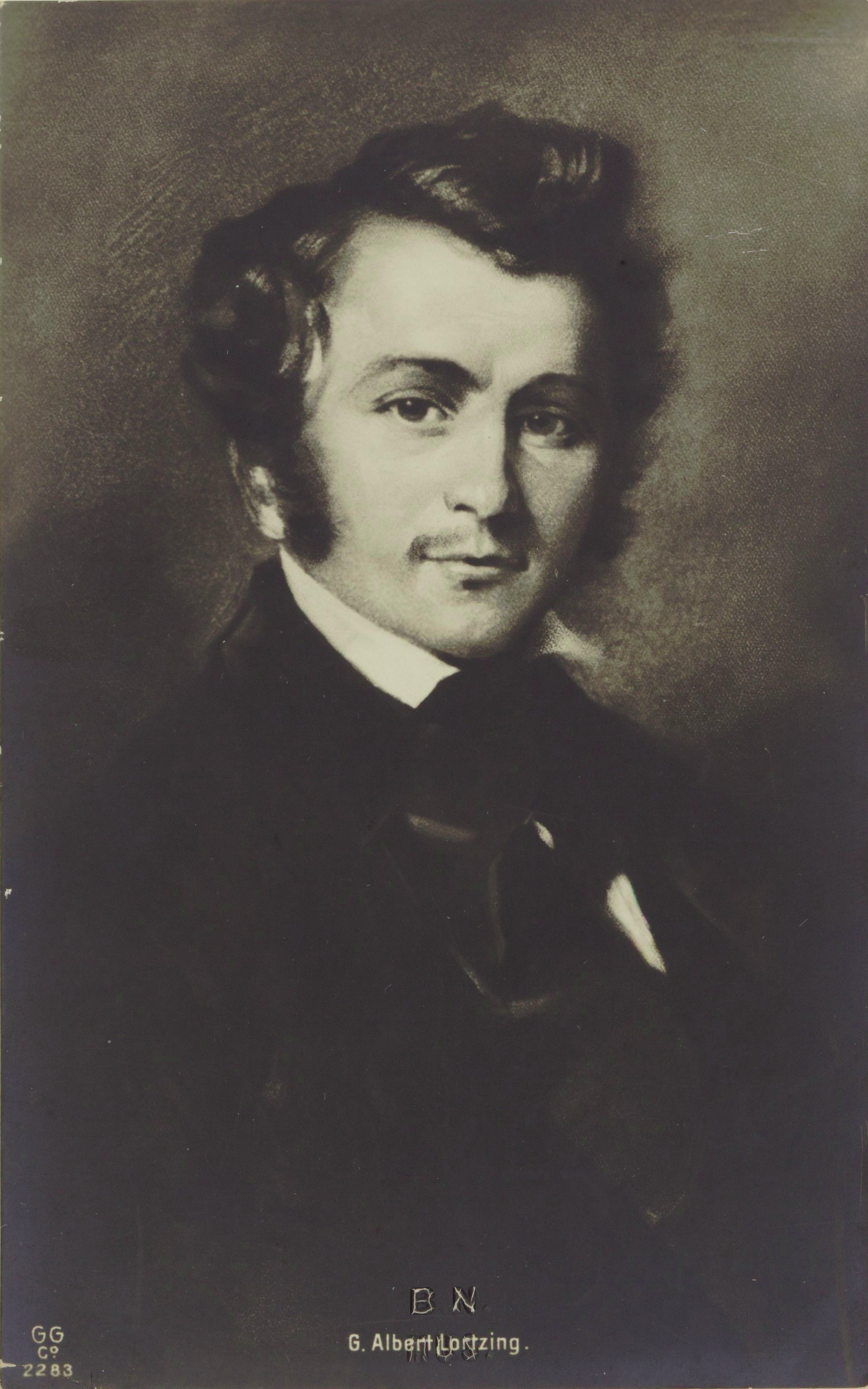
Albert Lortzing

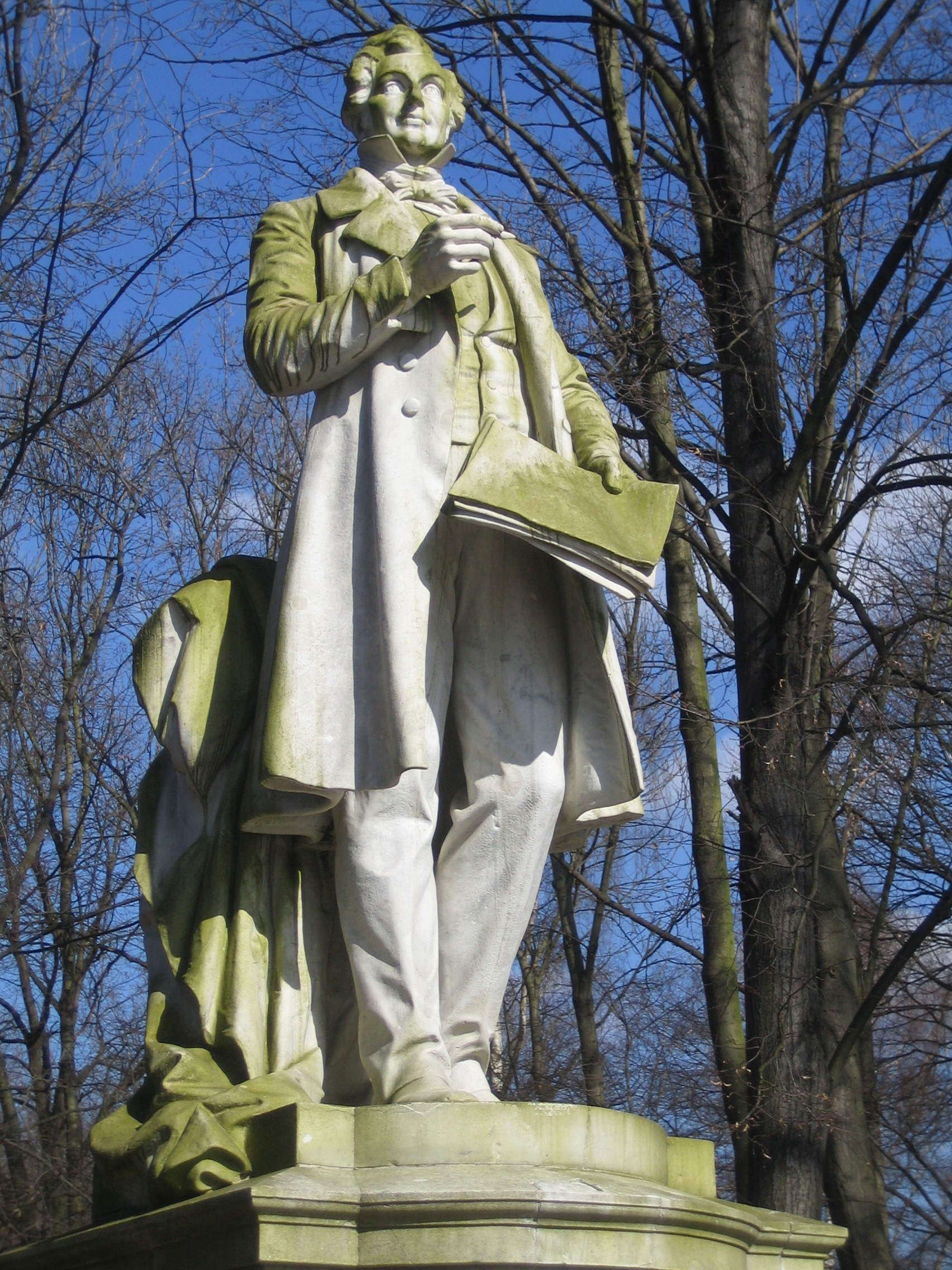
Pomnik Lortzinga autorstwa Gustava Eberleina w Berlin Tiergarten

Albert Lortzing (ur. 23 października 1801 w Berlinie, zm. 21 stycznia 1851 tamże) – niemiecki kompozytor, śpiewak i aktor.

## Życiorys

### Początki kariery
Albert był synem Johanna Gottlieba Lortzinga i Charlotte Sophie. Urodził się w Berlinie, gdzie jego rodzice mieli sklep z wyrobami skórzanymi. Rodzina jednak szybko sklep sprzedała i założyła grupę teatralną Urania. W niej też debiutował Albert, mając 12 lat.
Od 1817 roku cała rodzina podróżowała po Nadrenii, dając tam liczne występy. Goszcząc w Bonn, Düsseldorfie, Barmen i Akwizgranie, Albert zyskał wielką popularność wśród widowni, grając m.in. młodych amantów, wieśniaków lub śpiewając barytonem i tenorem.
30 stycznia 1824 roku ożenił się z aktorką Rosiną Regine Ahles. Para doczekała się jedenaściorga dzieci. Albert wraz z żoną osiadł w 1826 w Detmold. Oboje zostali członkami lokalnego Hoftheater, z którym odbyli tournée po Münster i Osnabrück. W tym czasie Lortzing wstąpił do popularnej w kręgach artystycznych masonerii, a także stworzył oratorium Wniebowstąpienie Chrystusa, którego premiera odbyła się w Münster. Nie spotkała się jednak z przychylnością, a lokalny urzędnik stwierdził nawet pod adresem Lortzinga, że "nigdy nie stanie się wielkim kompozytorem".
Niezrażony tym niepowodzeniem Lortzing skomponował muzykę do Don Juana i Fausta autorstwa lokalnego dramatopisarza – Christiana Dietricha Grabbe'a. Sam zagrał w tej sztuce tytułowego Don Juana, a jego żona odtworzyła rolę Donny Anny. Jego muzyka spotkała się z pozytywnym przyjęciem, na co jednak miał wpływ fakt, że pomylono go z Grabbem, niemniej przysporzyło mu to reklamy.

### Okres lipski
W roku 1833 dołączył do lipskiego Teatru Miejskiego, gdzie od poprzedniego roku pracowali też jego rodzice. Dzięki nim młody Lortzing szybko uzyskał członkostwo w Tunnel unter der Pleisse, klubie zrzeszającym artystów. W Lipsku aktor zdobył olbrzymią popularność, zwłaszcza w okresie występów w komediach Johanna Nestroya. Jednak, jego tendencja do improwizowania i uchylania się od scenariusza przyciągała uwagę policji teatralnej.
Z okresu "lipskiego" pochodzi pierwsza opera komiczna Lortzinga Car i cieśla (niem. Zar und Zimmermann). W sztuce tej autor zaśpiewał rolę Piotra Iwanowa, która szczególnie przypadła do gustu publiczności w Berlinie. Niestety moment premiery (22 grudnia 1837) zbiegł się w czasie z nasiloną w Lipsku cenzurą.
W 1844 roku objął stanowisko kapelmistrza w lipskim Teatrze Miejskim, sprawując je do kwietnia 1845, kiedy został zdymisjonowany (rzekomo przez problemy reumatyczne). Dymisja wywołała olbrzymie protesty i w tej sprawie napisano nawet list otwarty do rady miasta, podpisany przez niemal wszystkich znaczniejszych obywateli. Nie przyniosło to jednak rezultatu. Sam zainteresowany przeniósł się do Wiednia.

### Okres wiedeński i powrót do Rzeszy
Po przybyciu do monarchii Habsburgów został kapelmistrzem w stołecznym Theater an der Wien (1846–1848). W czasie rewolucji marcowej 1848 napisał tekst i muzykę do patriotycznej opery Regina (zatytułowanej na cześć żony). Tematyka nawiązywała do prowadzonej walki robotników oraz obaw przed samobójstwem.
W 1849 napisał swą ostatnią pełnowymiarową operę – Giermek Rolanda (niem. Rolands Knappen), będącą satyrą na zmilitaryzowane państwo pruskie (w refrenie powtarzano pytanie: Und das soll eine Weltordnung sein? – pol. I to jest rozkaz, jak przypuszczam?).
Następnie Lortzing powrócił do Niemiec, gdzie musiał się zająć swoją liczną rodziną. Początkowo pracował w takich miastach jak Gera i Lüneburg, aby ostatecznie podjąć pracę w nowo otwartym berlińskim Teatrze Niemieckim (wtedy Friedrich-Wilhelmstädtisches Theater) jako kapelmistrz.
Albert Lortzing zmarł w styczniu 1851 z powodu dużego stresu i depresji. W pogrzebie uczestniczyły znane osobistości świata artystycznego, m.in.: Giacomo Meyerbeer, Heinrich Dorn, Wilhelm Taubert i Carl Friedrich Rungenhagen. Jego koledzy z Teatru przyozdobili trumnę kompozytora w czarno-czerwono-złote barwy, które po wydarzeniach lat 1848–49 (Wiosna Ludów) były zakazane.

## Ważniejsze utwory
- 1828: Die Himmelfahrt Christi (Wniebowstąpienie Chrystusa)
- 1831: Der Pole und sein Kind (Polak i jego dziecko)
- 1832: Szenen aus Mozarts Leben (Sceny z życia Mozarta), Der Weihnachtsabend (Wieczór wigilijny)
- 1837: Die beiden Schützen (Dwóch strzelców); Zar und Zimmermann (Car i cieśla)
- 1840: Hans Sachs
- 1841: Casanova
- 1842: Kłusownik albo głos natury (Der Wildschütz oder Stimme der Natur), opera komiczna w trzech aktach
- 1845: Undine
- 1848: Regina
- 1849: Rolands Knappen oder Das ersehnte Glück (Giermek Rolanda)